# Ron Michels
Ronny Martinus Maria „Ron“ Michels (Tilburg, 23 juli 1965) is een Nederlandse badmintonspeler.

## Carrière
Michels nam in 1996 in het herenenkel en in het gemengd dubbel deel aan de Olympische Spelen. Hij werd daarbij 33e bij het enkelspel en 9e bij het gemengd dubbel. Bij het Europees Kampioenschap in datzelfde jaar won hij brons bij het gemengd dubbel met zijn partner van de Olympische Spelen, Erica van den Heuvel, waarmee ze de 3e plaats van 1994 verdedigden. In 1992 won hij het brons met Sonja Mellink in dezelfde klasse.

## Overwinningen en medailles
| Seizoen | Evenement                | Klasse         | Plaats | Namen                              |
| ------- | ------------------------ | -------------- | ------ | ---------------------------------- |
| 1986    | Swiss Open               | Herendubbel    | 1      | Ron Michels / Hendrik Rozemeijer   |
| 1992    | Europees Kampioenschap   | Gemengd dubbel | 3      | Ron Michels / Sonja Mellink        |
| 1993    | Nederlands Kampioenschap | Herendubbel    | 1      | Chris Bruil / Ron Michels          |
| 1994    | Nederlands Kampioenschap | Gemengd dubbel | 1      | Ron Michels / Erica van den Heuvel |
| 1994    | Europees Kampioenschap   | Gemengd dubbel | 3      | Ron Michels / Erica van den Heuvel |
| 1995    | German Open              | Gemengd dubbel | 1      | Ron Michels / Erica van den Heuvel |
| 1995    | Nederlands Kampioenschap | Gemengd dubbel | 1      | Ron Michels / Sonja Mellink        |
| 1995    | Nederlands Kampioenschap | Herendubbel    | 1      | Ron Michels / Quinten van Dalm     |
| 1996    | Nederlands kampioenschap | Gemengd dubbel | 1      | Ron Michels / Erica van den Heuvel |
| 1996    | Nederlands Kampioenschap | Herendubbel    | 1      | Ron Michels / Quinten van Dalm     |
| 1996    | Olympische Spelen        | Herenenkel     | 33     | Ron Michels                        |
| 1996    | Olympische Spelen        | Gemengd dubbel | 9      | Ron Michels / Erica van den Heuvel |
| 1996    | Europees Kampioenschap   | Gemengd dubbel | 3      | Ron Michels / Erica van den Heuvel |